# 艾尔弗雷德·林德利
艾尔弗雷德·林德利（英語：Alfred Lindley，1904年1月20日—1951年2月22日），美国男子赛艇运动员。他曾代表美国参加1924年夏季奥林匹克运动会赛艇比赛，获得男子八人单桨有舵手金牌。